# Orchidactylorhiza atacina
Orchidactylorhiza atacina är en orkidéart som först beskrevs av Pierre Delforge, och fick sitt nu gällande namn av Pierre Delforge. Orchidactylorhiza atacina ingår i släktet Orchidactylorhiza och familjen orkidéer. Inga underarter finns listade i Catalogue of Life.